# Micropterus dolomieu
Micropterus dolomieu е вид лъчеперка от семейство Centrarchidae.

## Разпространение
Видът е разпространен в Канада и САЩ.